# Tayshaneta myopica
Espèce
Synonymes
- Leptoneta myopica Gertsch, 1974
- Neoleptoneta myopica (Gertsch, 1974)

Statut de conservation UICN

 DD  : Données insuffisantes
Tayshaneta myopica est une espèce d'araignées aranéomorphes de la famille des Leptonetidae.

## Distribution
Cette espèce est endémique du Texas aux États-Unis. Elle se rencontre dans les grottes Tooth Cave, Root Cave, Gallifer Cave, Tight Pit, Cortaña Cave, Geode Cave, Jester Estate’s Cave, McNeil Bat Cave et New Comanche Trail Cave dans le comté de Travis et de Goat Cave dans le comté de Williamson.

## Description

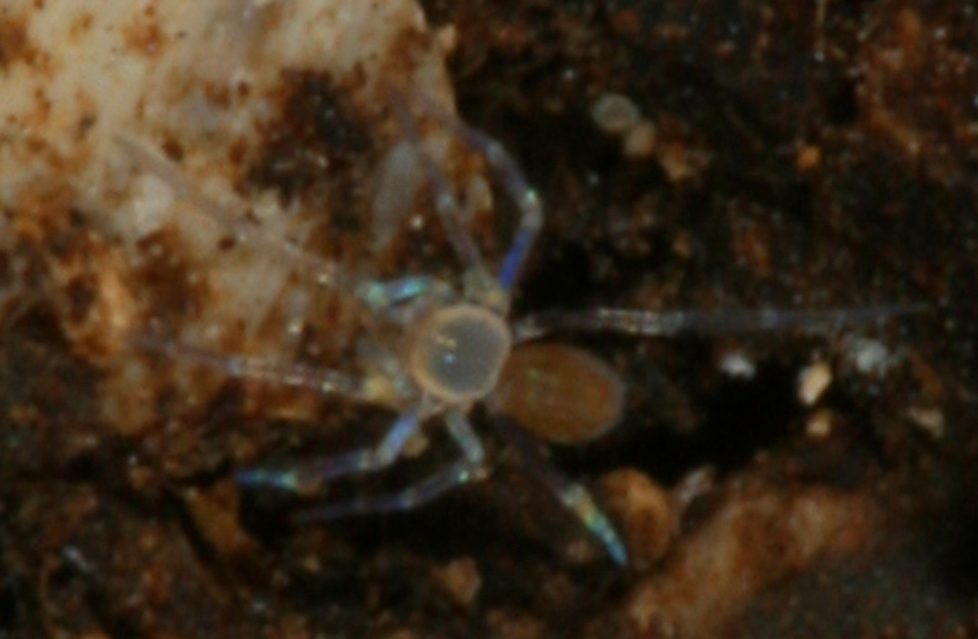
Tayshaneta myopica

Le mâle holotype mesure 1,6 mm et la femelle 1,6 mm,.

## Publication originale
- Gertsch, 1974 : The spider family Leptonetidae in North America. Journal of Arachnology, vol. 1, no 3, p. 145-203 (texte original).